# Gian Matteo Fagnini
Gian Matteo Fagnini (Lecco, 11 ottobre 1970) è un ex ciclista su strada italiano.
Professionista dal 1994 al 2005, vinse due tappe al Giro d'Italia 1998, aggiudicandosi anche la classifica intergiro della corsa.

## Carriera
Da dilettante vinse alcune importanti gare di categoria (Firenze-Viareggio, Coppa Cicogna, Ruota d'Oro) e, nel 1993, la medaglia d'oro nella prova su strada ai Giochi del Mediterraneo in Francia.
Passato professionista nel 1994 con la Mercatone Uno, dimostrò subito buone doti da velocista riuscendo già a vincere una corsa, una tappa alla Euskal Bizikleta. L'anno successivo si aggiudicò due tappe alla Vuelta Ciclista a Costa Rica e sfiora il ben più prestigioso successo nell'ultima tappa del Tour de France, dove giunse secondo alle spalle di Djamolidine Abdoujaparov. Nello stesso anno corse per la prima volta con Mario Cipollini, che per il 1996 lo volle nel treno delle sue volate alla Saeco.
Per Fagnini fu la svolta: nacque e si perfezionò in quegli anni il "treno rosso" della Saeco e il velocista lecchese fu designato come ultimo uomo (ossia colui che deve lanciare la volata al velocista principale fino agli ultimi 200 metri). Diventando dunque principalmente un gregario, non ebbe più molte occasioni per cercare vittorie personali. Tuttavia le poche che ebbe, riuscì a sfruttarle al meglio: nel 1997 vinse una tappa della Volta a la Comunitat Valenciana e durante il Giro d'Italia 1998 riuscì ad imporsi in due tappe. Cipollini non riuscì a concludere la corsa a causa della durezza del percorso, si ritirò e la squadra decise così di dare via libera a Fagnini, che riuscì a ripagare la fiducia con due vittorie di tappa, nella ventesima frazione, che si concludeva in territorio svizzero a Mendrisio, e nell'ultima con il tradizionale arrivo a Milano. Inoltre, grazie anche ai punti conquistati nelle volate ai traguardi intermedi, Fagnini si aggiudicò anche la maglia azzurra dell'intergiro.
Nel 1999 si piazzò secondo e terzo in due tappe della Tirreno-Adriatico e al Giro d'Italia fu secondo nella volata alle Terme Luigiane alle spalle di Laurent Jalabert. A fine anno Fagnini lasciò la Saeco per trasferirsi nella tedesca Team Deutsche Telekom, per aiutare a vincere il tedesco Erik Zabel che, grazie al suo lavoro, riuscì a tornare competitivo, con vittorie di tappa al Tour de France e alla Milano-Sanremo (in quest'ultima riuscirà a portare a quattro i suoi successi). Negli anni alla Telekom Fagnini riuscì a vincere anche il Giro di Colonia e una tappa alla Vuelta a Asturias, poi, una volta lasciata la squadra tedesca, decise di mettere la sua esperienza soprattutto al servizio dei giovani nella Domina Vacanze nel 2004 e nella Naturino-Sapore di Mare nel 2005. Proprio al termine del 2005 Fagnini decise di chiudere l'attività agonistica.
Nelle grandi corse a tappe vanta tre partecipazioni al Giro d'Italia, che concluse due volte, con due vittorie di tappa nel 1998, otto partecipazioni al Tour de France (concluso in quattro occasioni) e una sola partecipazione alla Vuelta a España che, però, non riuscì a portare a termine.

## Palmarès
- 1989 (Dilettanti)

Circuito di Mede
- 1990 (Dilettanti)

Coppa d'Inverno
8ª tappa Vuelta Ciclista a Costa Rica (Quesada)
9ª tappa Vuelta Ciclista a Costa Rica (Cañas)
- 1991 (Dilettanti)

Firenze-Viareggio
Coppa Cicogna
- 1992 (Dilettanti)

Ruota d'Oro
- 1993 (Dilettanti)

Giochi del Mediterraneo, Prova in linea (Agde-Roussillon)
Montecarlo-Alassio
- 1994

2ª tappa Euskal Bizikleta
- 1997

5ª tappa, 1ª semitappa Volta a la Comunitat Valenciana (Valencia)
- 1998

20ª tappa Giro d'Italia (Mendrisio)
22ª tappa Giro d'Italia (Milano)
- 2000

Classifica generale Coca-Cola Trophy
- 2001

Rund um Köln
- 2003

2ª tappa Vuelta a Asturias

### Altri successi
- 1998

Classifica intergiro Giro d'Italia

## Piazzamenti

### Grandi giri
- Tour de France

1995: 107º
1996: non partito (6ª tappa)
1997: 103º
1998: ritirato (10ª tappa)
1999: ritirato (9ª tappa)
2000: 104º
2002: 101º
2004: ritirato (2ª tappa)
- Giro d'Italia

1997: squalificato (4ª tappa)
1998: 77º
1999: 86º
- Vuelta a España

1994: non partito (10ª tappa)

### Classiche
- Milano-Sanremo

1997: 111º
1998: 77º
1999: 68º
2000: 29º
2001: 14º
2003: 71º
2004: 139º
- Giro delle Fiandre

1999: 24º
2001: 68º